# 済公会
済公会（さいこうかい）､台湾新北市三重区に本拠を置くとされる黒社会組織、広域暴力団、天道盟の下部団体の一。活動地域は主に台湾北部、総構成員は不明。済公会の会長蕭沢宏は、今天道盟の三代目総裁（盟主）。
天道盟最初の六大下部団体の一。

## 略史
1984年、一清特別案件のため角頭が逮捕・投獄され、獄中では勢力の巨大な外省掛（外省人系）の竹聯幇による迫害を不満に思い、本省掛（本省人系）のヤクザ連盟を結んで竹聯幇に対抗することが提案された。蕭沢宏はその時この提案に応えていた。
1987年、彼らは出獄した後に、すぐさま台湾各地で太陽会、済公会、孔雀会、不倒会、敏徳会、鴨覇会の下部団体（暴力団）を設立し、その際に蕭沢宏は済公会の会長を担当する。現在、済公会は新北市三重区一帯の勢力最大の暴力団である。
2005年、元老は隠居するか逝去して、天道盟それぞれ下部団体の内部闘争と自身の不安定な状況の中、蕭沢宏は元老としてしかも天道盟の中で全局面を左右する地位を持っていたため、三代目総裁（盟主）の職務を継承した。

## 歴代会長
- 初代目：蕭沢宏（天道盟三代目総裁）
- 二代目：林文章